# СИЗО № 1 (Иркутск)
СИЗО № 1 ГУФСИН России по Иркутской области — следственный изолятор в Иркутске. Расположен по адресу: Иркутск, ул. Баррикад, 63. Проезд трамваем № 4 до остановки «Фучика», маршрутными такси № 4К, 64 до остановки «Казанский рынок». В следственном изоляторе содержится около 1200 человек.
Кирпичное здание тюрьмы было введено в эксплуатацию в декабре 1861 года. 
В советское время иркутский следственный изолятор был одним из семи изоляторов, где приводились в исполнение смертные приговоры, в частности там были казнены известные советские серийные убийцы — Василий Кулик и Александр Храпов.
В 2006 году в следственном изоляторе открыт Музей истории Иркутского тюремного замка имени А. В. Колчака.
В 2013 году исполнилось 210 лет со дня основания изолятора.